# 폴라 익스프레스
《폴라 익스프레스》(The Polar Express)는 2004년 로버트 저메키스 감독이 연출한 3D 애니메이션이다. 이 영화는 모션 캡처의 일종인 퍼포먼스 캡처 기술을 사용하여 제작되었고, 톰 행크스는 이 영화에서 주인공인 8세 소년, 기관장 등 1인 5역을 연기하였다.

## 줄거리
한 의심 많은 소년이 북극행 열차를 타고 놀라운 모험을 하게 된다. 그리고 그 여행은 소년에게 이 세상의 경이로운 것들 중에서 굳게 믿는 것은 결코 사라지지 않는다는 놀라운 진실을 깨닫게 해준다.

## 캐스팅
- 톰 행크스 - 주인공 8세 소년 역 / 기관장 역 / 떠돌이 역 / 산타클로스 역 / 소년의 아버지 역
- 마이클 지터 - 스모키 / 스티머
- 피터 스콜라리 - 외로운 소년 / 빌리
- 노나 게이 - 영웅 소녀
- 에디 디즌 - 만물 박사

## 한국판 성우진(SBS)
- 오세홍 - 기관사(톰 행크스)
- 김서영 - 소년
- 박선영 - 소녀
- 엄상현 - 잘난 척하는 아이
- 김정아 - 외톨이
- 임성표 - 요정대장
- 정훈석 - 요정
- 이철용 - 부랑자

## DVD
| 제작년월                   | 2005년 10월 |
| 배급                       | 워너브라더스 코리아 |
| 관람 등급                  | 전체 이용가 |
| 디스크 수                  | 2장 |
| 화면비                     | 2.40:1 아나몰픽 와이드스크린 |
| 음성 언어                  | 영어 DD 5.1 한국어 DD 5.1 태국어 DD 5.1 |
| 자막                       | 영어 한국어 태국어 |
| 상영시간                   | 100분 |
| 지역코드                   | 3 NTSC |
| 1번 디스크 구성            | - 본편 - 예고편 |
| 2번 디스크 구성(특수 기능) | - 어디서 많이 본 듯 합니다 - 기차에 승선할 수 있는 진짜 티켓 - 작품의 영감: 한 작가의 모험담 - 그리크에서의 조쉬 그로반 - "빌리브"의 촬영 현장 - 폴라 익스프레스 챌린지 - 눈의 천사들을 만나세요 - 추가 노래 |

## 같이 보기
- 크리스마스 영화 목록